# Martín Vilallonga
Pour les articles homonymes, voir Villalonga (homonymie).
Martín Vilallonga est un footballeur argentin né le 8 octobre 1970. Il est attaquant.

## Palmarès
- Champion d'Argentine en 1994 (tournoi de clôture)
- Champion du Pérou en 2002 (tournoi d'ouverture)